# Agrotis nigrostriata
Agrotis nigrostriata là một loài bướm đêm trong họ Noctuidae.